# Cantone di Évreux-1
Il Cantone di Évreux-1 è una divisione amministrativa dell'arrondissement di Évreux.
È stato costituito a seguito della riforma approvata con decreto del 25 febbraio 2014, che ha avuto attuazione dopo le elezioni dipartimentali del 2015.

## Composizione
Comprende parte della città di Évreux e i comuni di
- Arnières-sur-Iton
- Saint-Sébastien-de-Morsent